# Прейри-Бэнд-Потаватоми
Прейри-Бэнд-Потаватоми (англ. Prairie Band Potawatomi Indian Reservation) — индейская резервация, расположенная в северо-восточной части штата Канзас, США.

## История
Ранее потаватоми проживали в Мичигане, затем переселились на север штата Висконсин, позднее также поселились на севере Индианы и в центральной части Иллинойса. В соответствии с Законом о переселении индейцев племена прерий были насильственно переселены из региона Великих озёр на запад, сначала в Миссури в середине 1830-х годов, а затем в окрестности Каунсил-Блафс, в 1840-х годах, где они были известны как индейцы Блаффа. Всего племя контролировало до 20 000 км² в обоих районах. После 1846 года племя переехало на территорию современного штата Канзас и получило резервацию площадью 2 300 км².
С принятием Закона Канзас-Небраска 1854 года правительство США открыло эту территорию для поселения и инициировало поток белых иммигрантов. Дополнительная миграция в районы Санта-Фе и Орегона сделала земли потаватоми вдвойне привлекательными. В этом контексте индейцы представляли угрозу для этой экспансии и в результате стали жертвами неэтичных сделок с землёй.
Вскоре после этого железнодорожные компании и политики были вовлечены в переговоры по новому договору. Но племя также испытало внутреннее разделение: 1 400 его членов хотели, чтобы земля была разделена на наделы вместе с обещанием в конечном итоге получить гражданство. Другая группа из 780 потаватоми твёрдо стояла за племенное землевладение и они не были заинтересованы в получении гражданства. В результате, второй группе удалось избежать раздела территории и сохранить резервацию.

## География
Резервация расположена на территории Великих равнин на Среднем Западе США, на северо-востоке Канзаса в округе Джэксон, занимая 18,48 % его территории.
Общая площадь резервации составляет 314,88 км², из них 314,70 км² приходится на сушу и 0,17 км² — на воду. Её административным центром является город Майетта. Резервация охватывает весь тауншип Линкольн, а также части тауншипов Баннер, Франклин и Грант.

## Демография
По данным федеральной переписи населения 2000 года, в резервации проживало 1 238 человек.
В 2019 году в резервации проживало 1 760 человек. Расовый состав населения: белые — 681 чел., афроамериканцы — 4 чел., коренные американцы (индейцы США) — 873 чел., азиаты — 10 чел., океанийцы — 13 чел., представители других рас — 6 чел., представители двух или более рас — 173 человека. Плотность населения составляла 5,59 чел./км².